# Такач, Габор
Га́бор Та́кач (венг. Gábor Takács; 2 октября 1959 года, Будапешт, Венгрия - 4 мая 2007 года, там же) — венгерский гребец-каноист, выступал за сборную Венгрии в конце 1980-х годов. Участник летних Олимпийских игр в Сеуле, серебряный призёр чемпионата мира, победитель многих регат национального и международного значения.

## Биография
Габор Такач родился 2 октября 1959 года в Будапеште. Активно заниматься греблей начал в раннем детстве, проходил подготовку в столичном спортивном клубе «Уйпешти».
Первого серьёзного успеха на взрослом международном уровне добился в 1988 году, когда попал в основной состав венгерской национальной сборной и благодаря череде удачных выступлений удостоился права защищать честь страны на летних Олимпийских играх 1988 года в Сеуле — стартовал вместе с напарником Густавом Леикепом в двойках на дистанции 1000 метров, сумел дойти до финальной стадии, однако в решающем заезде показал лишь седьмой результат.
В 1989 году Такач побывал на чемпионате мира в болгарском Пловдиве, откуда привёз награду серебряного достоинства, выигранную в зачёте четырёхместных каноэ на тысяче метрах, проиграв в финале экипажу из СССР. Вскоре по окончании этих соревнований принял решение завершить карьеру профессионального спортсмена, уступив место в сборной молодым венгерским гребцам.